# 八儔書畫會
八儔書畫會又稱八儔書會，由馬紹文、高拜石、尤光先、謝宗安、陳其銓、石叔明、施孟宏及酆濟榮於1962年組成，成員共有八人，以發展致力書法藝術為主，後因馬紹文、高拜石及尤光先相繼謝世，復加入王愷和、劉行之及寇培深。成員中馬紹文擅長詩文與金石文字學，並以漢魏碑學書畫為主。高拜石專精金石書法藝術，專攻〈散氏盤〉、〈鐘鼎文〉。謝宗安則致力〈石鼓文〉、〈石門頌〉、〈石門銘〉等，而陳其銓則擅長唐碑、行草。
八儔書畫會與「七友書畫會」並稱。